# Johannes-Passion (J.S. Bach)

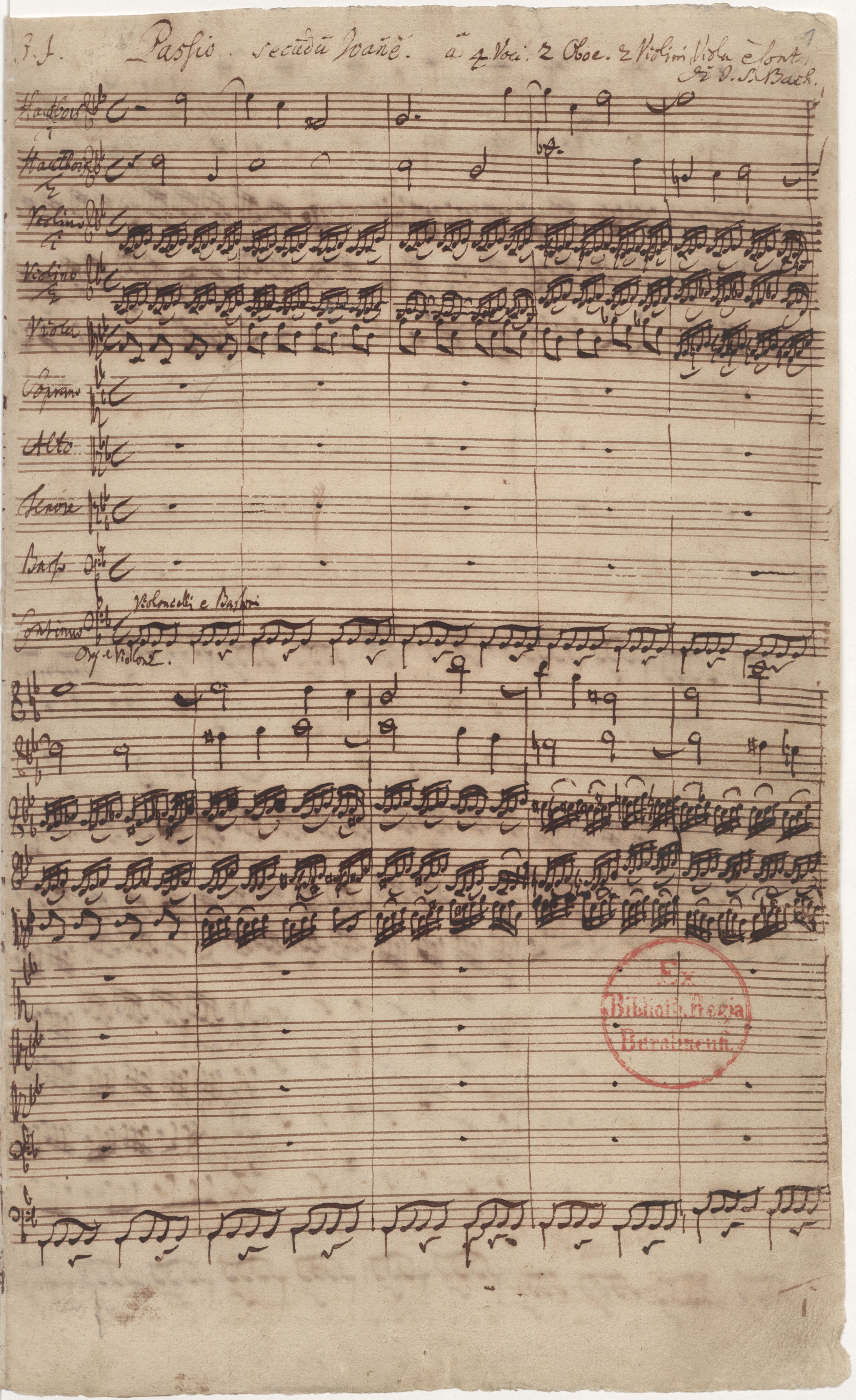
Eerste pagina van de Johannes-Passion van Johann Sebastian Bach

De Johannes-Passion (BWV 245) van Johann Sebastian Bach is een oratorium met als onderwerp het lijden en sterven van Jezus volgens het Evangelie volgens Johannes. De originele titel luidt Passio secundum Johannem.

## Geschiedenis
Bach schreef de Johannes-Passion in 1724 in drie maanden tijd. Op 7 april van dat jaar, Goede Vrijdag, werd de Johannes-Passion voor het eerst uitgevoerd in de Nicolaikirche in Leipzig. Een jaar later verving hij het openingskoor door een ingetogen koraalbewerking. Dat Bach dit deed op grond van kritiek op de (te opera-achtige) muziek is een wijdverspreide maar ongegronde opvatting. Bach bleef wijzigingen aan de Johannes-Passion aanbrengen, zodat er tegenwoordig vier verschillende versies bestaan (naast die uit 1724 en 1725 is er ook een versie uit 1728 en 1749). Vlak voor zijn dood begon Bach aan een nieuwe versie, die hij niet heeft kunnen afmaken.

## Vergelijking met deMatthäus-Passion
De Johannes-Passion wordt vaak vergeleken met de Matthäus-Passion, die Bach enkele jaren later zou schrijven. In vergelijking met de Matthäus-Passion, is de Johannes-Passion muzikaal wat feller, maar tegelijkertijd ingetogener. Zijn voor de Matthäus-Passion eigenlijk twee orkesten en twee koren nodig: bij de Johannes-Passion volstaat een klein orkest en koor.
Bach volgt vrijwel letterlijk de teksten van het evangelie volgens Johannes in Luthers vertaling (hoofdstukken 18 en 19).
Het Johannesevangelie is nuchter en verhalender dan het Matteüsevangelie, en daardoor aanmerkelijk dramatischer. En waar Jezus in het evangelie volgens Matteüs langdurige lessen en redevoeringen houdt, gaat Johannes daar vrijwel geheel aan voorbij. Jezus is bij Johannes
meer een handelende persoon en minder profeet en leraar. Het evangelie is dynamischer dan de andere evangelies en Bach heeft dit meesterlijk tot uiting gebracht in de Johannes-Passion.

## Evangelie van Johannes
Voor Johannes is Jezus primair de Zoon van God die in opdracht van zijn hemelse Vader een voorafbepaalde missie op aarde uitvoert. In het Johannesevangelie verwijst Jezus vaak naar oudtestamentische teksten die het allemaal al voorspelden. Deze karakterisering van Jezus door Johannes (Jezus als messias, niet als lijdenspersoon) wordt in het openingskoor gelijk neergezet door Bach. Er wordt niet verwezen naar zijn komende lijdensweg, maar naar zijn koningschap, zoals in de aanvangswoorden: "Herr, unser Herrscher". Jezus’ lijden is ook geen smartelijk en beklagenswaardig
menselijk lijden (“Helft mir klagen!”) maar een noodzakelijke fase in zijn terugkeer naar de hemel: kruisiging als dubbelzinnige ‘verhoging’. Jezus ervaart ook geen innerlijke conflicten: er is geen Judaskus nodig, hij meldt zichzelf, en hoe! Tot tweemaal toe zegt Jezus “Ich bin’s”. En waar in het evangelie volgens Matteüs Jezus hulp kreeg van Simon van Cyrene bij het dragen van het kruis, draagt Jezus zijn lot geheel alleen in de vertelling van Johannes.
Op twee plaatsen brengt Bach een kleine toevoeging uit het evangelie volgens Matteüs aan (het wenen van Petrus nadat de haan gekraaid heeft na zijn verloochening en het scheuren van het voorhangsel in de tempel, de aardbeving, het splijten van de rotsen en de opstanding van de gestorvenen na de dood van Jezus). Hierdoor ligt het accent in de Johannes-Passion minder op het lijden van Jezus. Jezus komt meer over als een krachtige persoonlijkheid die een boodschap te vertellen heeft dan als het trieste slachtoffer in de Matthäus-Passion. Veel aandacht wordt besteed aan de beschrijving van het proces van Jezus.

## Opbouw
Direct aan het begin van het openingskoor spelen de houtblazers in maat 1 de drie tonen es, d en g: dit staat voor Soli (es) Deo (d) Gloria (g): Bach draagt de compositie op aan God.
Ook op andere plaatsen in de Johannes-Passion maakt Bach gebruik van muzikale symboliek. Zo is het moment dat Pontius Pilatus zwicht voor de druk om Jezus ter dood te brengen het centrale punt. Rond dit punt, het koraal, “Durch Dein Gefängnis, Gottes Sohn” is de Johannes-Passion symmetrisch opgebouwd.
Het felle karakter van het Johannesevangelie wordt door Bach onder meer vertolkt door het gebruik van zogenoemde turbae: felle, dramatische koortjes waarin Bach expressie geeft aan de affecten van haatdragend volk, huichelachtige schriftgeleerden, onverschillige soldaten en plagerige omstanders. Waar schilderende tijdgenoten de joelende menigte vaak afbeeldden met boeventronies en de Romeinse soldaten meer interesse lieten hebben in wulpse vrouwen dan in het historisch drama dat zich voltrok, 'schilderde' Bach dit door het structurele gebruik van turbae. Op veertien plekken in de Johannes-Passion past Bach deze techniek toe, waarvan twaalf paarsgewijs vrijwel identiek zijn en naar elkaar verwijzen. Door het weglaten van bepaalde instrumenten in de 'tweede' turba van zulke paarsgewijze turbae, of het toepassen van een andere toonsoort, laat Bach verschillen in gemoedstoestand horen. Een voorbeeld hiervan is te horen in de onderdelen 2b en 2d: in beide koorpartijen laat Bach het cohort soldaten en dienaren van de hogepriesters en farizeeën in opgewonden en strijdlustige toestand Jezus' vraag naar wie zij op zoek zijn, beantwoorden door hen beide keren te laten zingen: "Jesum von Nazareth". Hoewel de verschillen tussen de eerste koorpartij (2b) en de tweede (2d) subtiel zijn, staan ze bol van symboliek. Johannes vertelt immers dat wanneer de soldaten op agressieve en aanmatigende toon roepen dat ze Jezus van Nazareth zoeken en Jezus kalm en zelfbewust aangeeft dat hij dat is, zij achteruit deinzen en enkelen op de grond vallen. Oftewel: enigszins van hun stuk gebracht. Jezus, die weet wat er gaat gebeuren en zijn lot heeft aanvaard, herhaalt zijn vraag: “wie zoeken jullie?” De soldaten antwoorden weer “Jesum von Nazareth”, maar aan de lagere toon en het ontbreken van de fluit (die in veel werken van Bach symbool staat voor de zonde) hoort de luisteraar dat zij geïntimideerd zijn door deze krachtige persoon die zij kennelijk geen angst kunnen inboezemen.
In de centrale scène, ‘Pilatus’, heeft Bach een fraaie symmetrische structuur aangebracht, het Herzstück, met behulp van de plaatsing van koralen en aria’s en - het meest opvallend - door dezelfde muziek te gebruiken voor tekstverwante turbae ter weerszijden van het centrum. Dat centrum vormt het koraal “Durch dein Gefängnis, Gottes Sohn”. Hier ligt de kentering van het verhaal: Pilatus trekt zich terug, de afloop is nu onafwendbaar geworden. Niet Jezus’ dood is het dramatisch hoogtepunt maar het menselijk handelen dat daartoe leidt. Bach interpoleert hier op een bekende koraalmelodie (“Machs mit mir, Gott”) een tekst die Luthers centrale leerstuk van Jezus’ plaatsvervangend lijden verwoordt.

## BachsJohannes-Passionin Nederland
De Johannes-Passion kent in Nederland niet zo'n grote en levendige traditie als de Matthäus-Passion, maar wordt elk jaar meerdere keren uitgevoerd. Dit gebeurt bijna altijd in de oorspronkelijke taal. Dirigent en kerkmusicus Marcel den Dulk maakte een zingbare, poëtische vertaling van de Johannes-Passion, die op 4 maart 2012 in het Concertgebouw van Amsterdam in première ging. Eerdere zingbare vertalingen van het stuk zijn niet bekend. De Johannes-Passion wordt sinds een aantal jaren afwisselend met de Matthäus-Passion op NPO 2 uitgezonden op Goede Vrijdag.

## Overige Johannespassies
Naast de Johannes-Passion van Bach zijn er nog meer Johannespassies gecomponeerd. Zo heeft ook de Estse componist Arvo Pärt een Johannespassie op zijn naam staan. In het jaar 2000, ter gelegenheid van het 250e sterfjaar van Bach, kregen vier componisten ieder de opdracht een passie te schrijven. De Johannespassie werd toegewezen aan Sofia Goebajdoelina.